# Roland Bohlinger
Roland Bohlinger (geb. 1937; gest. 15. März 2013) war ein deutscher rechtsextremer Verleger und Autor verschwörungstheoretisch orientierter Schriften. Bohlinger war Anhänger der völkischen Ideologen Mathilde und Erich Ludendorff. Auf seinem Grundstück in Bondelum, Nordfriesland, hatte er eine „Freie Republik Uhlenhof“ gegründet, auf deren „Staatsgebiet“ das Recht Deutschlands vermeintlich nicht galt. Theoretisch untermauert wurde dies durch verschiedene Beiträge in seinem ‚systemkritischen Magazin‘ Freiheit und Recht aus seinem Institut für ganzheitliche Forschung. Bohlinger entfaltete selbst eine rege Publikationstätigkeit und war auch als Vorstandsmitglied im „Deutschen Rechts- und Lebensschutz-Verband“ aktiv und war der Gründer der „Uhlenhof-Hochschule“. Zu Roland Bohlingers Verlagskomplex zählten der Verlag für ganzheitliche Forschung und Kultur, die  Theodor-Storm-Versandbuchhandlung sowie der Hutten-Verlag. Wie Harm Menkens (1937–2019) war auch Roland Bohlinger in der grünen Anti-Atomkraft-Bewegung und Friedensbewegung aktiv.
Nach einer Hausdurchsuchung im Verlag und in der Privatwohnung von Roland Bohlinger und seinem Sohn Dietrich im November 2002 war ein Freundeskreis Roland Bohlinger gegründet worden. Sein Sohn Dietrich Bohlinger (Deutscher Rechts- und Lebensschutz Verband e.V.) ließ in der Verlagsgruppe Bohlinger die „Vision seines Vaters wieder aufleben“.